# Malefemmene
Pour plus de détails, voir Fiche technique et Distribution.
Malefemmene est un film dramatique italien réalisé par Fabio Conversi et sorti en 2001.
Scénarisé par Gioia Scola, l'histoire est inspirée des déboires judiciaires de l'actrice, mise en examen puis acquittée de trafic de stupéfiants à grande échelle.

## Synopsis
Francesca est une jeune actrice qui vient de sortir de prison et qui, sur le chemin du retour, se remémore son expérience. À cause de sa passion pour un malfrat, elle est accusée d'un crime qu'elle n'a pas commis : en attendant sa sentence, elle se retrouve dans une prison pour femmes.
D'abord bouleversée et effrayée, elle parvient au bout de quelques jours à se lier avec ses codétenues. Donna Bionda, la cuisinière, et sa fille Cettina, qui s'opposent quotidiennement sur leur sort ; Candela, une Espagnole qui a tout sacrifié pour l'homme qu'elle aime ; Nunzia, une femme mûre et invalide, intégrée dans le monde de la Camorra. Avec cette dernière, plus qu'avec toutes les autres, Francesca tisse une amitié très profonde. Les jours passent, jusqu'à ce que l'entretien avec le juge arrive et que Francesca soit libérée de prison. Alors Nunzia, lors de la nuit de la Saint Laurent, parle à Francesca de son souhait : elle voudrait que Francesca, dès qu'elle sera libérée, l'aide à faire disparaître les preuves de son implication dans les affaires mafieuses en détruisant un papier caché dans un hôtel. Francesca est indécise : elle ne sait pas si elle doit aider son amie ou faire justice. La voyant hésiter, Nunzia nie tout ce qu'elle a dit, affirmant que tout était faux. Le jour de la libération arrive pour Francesca, qui accueille ses compagnes avec émotion.
Francesca se rend ensuite à l'hôtel que lui a indiqué Nunzia pour faire le geste que Nunzia lui a demandé.

## Fiche technique
- Titre original italien  : Malefemmene[2],[3] (litt. « Mauvaises femmes »)
- Réalisateur : Fabio Conversi
- Scénario : Anna Pavignano, Gioia Scola d'après son histoire
- Photographie : Maurizio Calvesi
- Montage : Massimo Fiocchi (it)
- Musique : Carlo Crivelli
- Décors : Antonello Geleng
- Costumes : Alessandro Lai (it)
- Maquillage : Ermanno Spera
- Production : Nicolò Forte, Gioia Scola
- Société de production : Sagittario Film
- Pays de production :  Italie
- Langue originale : italien
- Format : Couleur
- Durée : 90 minutes
- Genre : Drame
- Dates de sortie :
  - Italie : 30 novembre 2001

## Distribution
- Giovanna Mezzogiorno : Francesca
- Ángela Molina : Nunzia
- Ana Fernández : Candela
- Sabina Began (it) : Patrizia
- Rosa Pianeta (it) : Botti
- Federica Bonavolontà : Cettina
- Paola Fulciniti : Fortezza
- Pina Cutolo : Rosa
- Franca Bategiovanni : Branciroli
- Clotilde De Spirito (it) : Femme blonde